# Плодоїд золотобровий
Плодоїд золотобровий (Pipreola whitelyi) — вид горобцеподібних птахів родини котингових (Cotingidae). Мешкає у Венесуелі і Гаяни.

## Опис

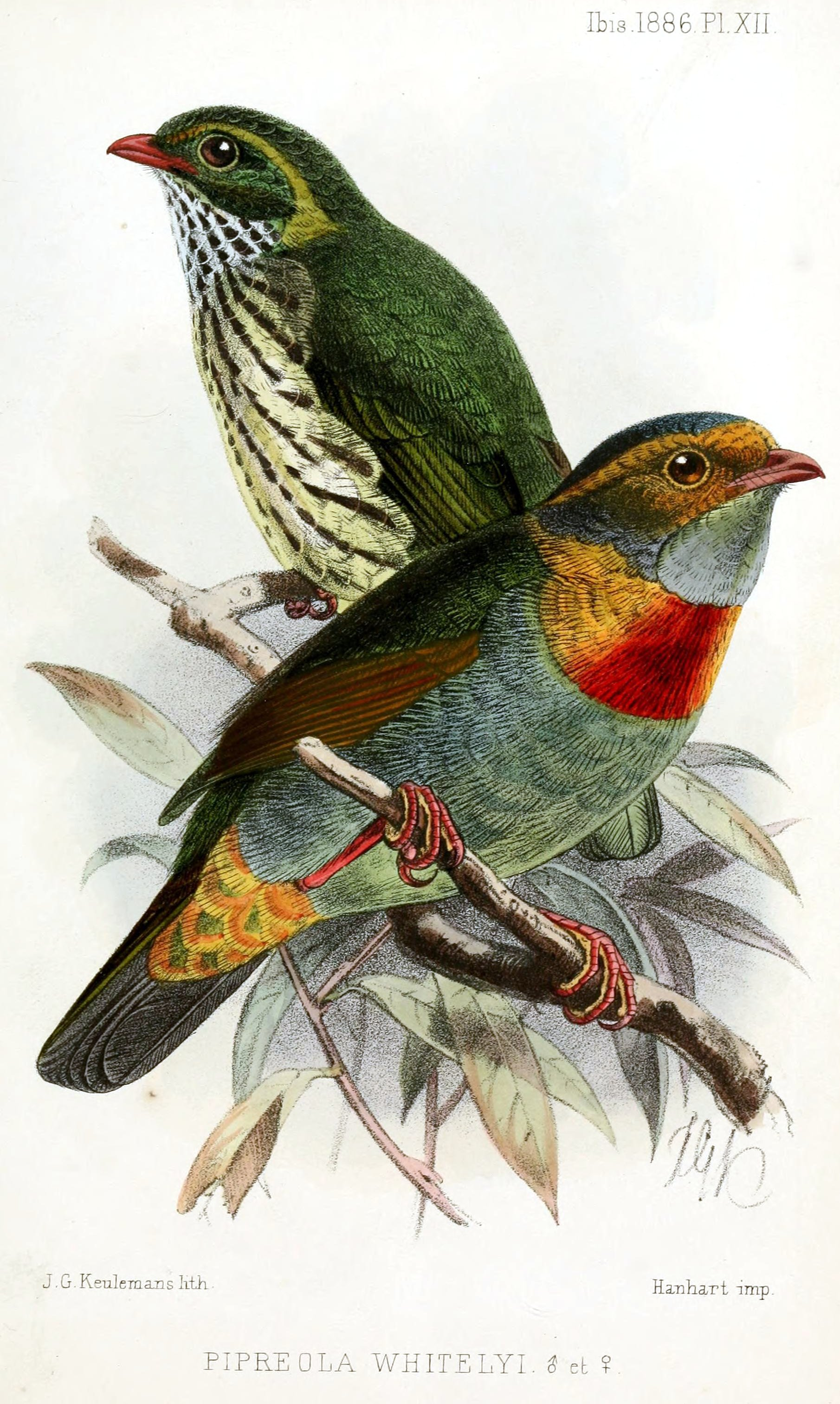
Золотоброві плодоїди

Довжина птаха становить 16,6 см. У самців верхня частина тіла сірувато-зелена, над очима характерні золотисті "брови", лоб золотистий. Підборіддя і живіт сірі, на грудях широкий оранжево-червоний "комір", нижні покривні пера хвоста жовтувато-охристі. У самиць голова і верхня частина тіла зелені, над очима жовтуваті "брови", нижня частина тіла білувата, поцятковані чорними чорними смужками. Дзьоб і лапи рожевувато-сірі. Райдужки у самців оранжеві, у самиць охристі.

## Підвиди
Виділяють два підвиди:
- P. w. kathleenae Zimmer, JT & Phelps, WH, 1944 — тепуї Гран-Сабани на південному сході Венесуели;
- P. w. whitelyi Salvin & Godman, 1884 — тепуї Гвіанського нагір'я на крайньому південному сході Венесуели та в прилеглих районах західної Гаяни (Рорайма, Твін-Куай і Кова).

## Поширення і екологія
Золотоброві плодоїди живуть в нижньому і середньому ярусах вологих гірських і карликових тропічних лісів. Зустрічаються поодинці або парами, на висоті від 1300 до 2250 м над рівнем моря. іноді приєднуються до змішаних зграй птахів. Живляться дрібними плодами.